# Tim Brand (Handballspieler)
Tim Brand (* 7. Oktober 1998 in Neheim) ist ein deutscher Handballspieler.

## Karriere
Der mittlere Rückraumspieler, der auch als Linksaußen eingesetzt werden kann, betrieb in seiner Jugend auch die Sportarten Schwimmen und Triathlon. Im Radsport schaffte er es in den NRW-Kader. Beim HV Sundern begann er mit dem Handballspielen. Über den HTV Sundwig-Westig wechselte er 2014 in die B-Jugend von GWD Minden. Mit der A-Jugend spielte Brand dann zwei Jahre in der Bundesliga. In der Saison 2017/18 wurde er in der zweiten Mannschaft in der 3. Liga eingesetzt. Ab dem Sommer 2018 lief Brand für den Zweitligisten VfL Eintracht Hagen auf, mit dem er ein Jahr später den Gang in die Drittklassigkeit antrat. In der Saison 2020/21 gehörte er dem Bundesligakader von GWD Minden an. Seit Juli 2021 spielt er für die SG Menden Sauerland Wölfe in der 3. Liga.

## Erfolge
- Westdeutscher Meister (A-Jugend): 2017
  - Vize-Westdeutscher Meister (A-Jugend): 2016